# Saison 1988-1989 de l'AS Saint-Étienne
Chronologie
Saison précédente Saison suivante
Cette page présente la saison 1988-1989 de l'AS Saint-Étienne. Le club évolue en Division 1 et en Coupe de France.

## Résumé de la saison
- L'ASSE termine 14e pour cette première saison à la victoire à 3 points. Une saison en 2 phases pour l'équipe stéphanoise : première partie de saison avec 12 défaites lors des matchs allers et seulement 2 victoires et un total complètement inverse lors des matchs retours (2 défaites et 10 victoires).
- En Coupe de France, tout comme la saison passée, le club se fait éliminer lors des 32es de finale, cette fois-ci face à Nice.
- Le meilleur buteur de la saison est Philippe Tibeuf avec un petit total de 10 buts toutes compétitions confondues.
- Au niveau des mouvements de joueurs, pas mal de changements. On note principalement l'arrivée d'Alain Geiger, Laurent Fournier  et Etienne Mendy. Côté départs, on relève celui de Mustapha El Haddaoui, Patrice Ferri et Georgi Dimitrov. C'est aussi la fin de règne de Jean Castaneda dans les cages stéphanoises.

## Équipe professionnelle

### Transferts
2 joueurs qui ont joué la saison dernière en pro n'ont joué cette année qu'en équipe réserve. Il s'agit de Christophe Pignol et Victor Pedreiro
| Nom                    | Nationalité | Poste     | Transfert      | Provenance/Destination    | Division   |
| ---------------------- | ----------- | --------- | -------------- | ------------------------- | ---------- |
| Arrivées               |             |           |                |                           |            |
| Jean-Pascal Beaufreton |             | Gardien   | Transfert      | Angers SCO                | Division 2 |
| Alain Geiger           |             | Défenseur | Transfert      | Neuchâtel Xamax           | Division 1 |
| Laurent Fournier       |             | Milieu    | Transfert      | Lyon                      | Division 2 |
| Mohammed Chaouch       |             | Milieu    | Transfert      | KAC Marrakech             | Division 1 |
| Farid Bououden         |             | Milieu    | -              | Formé au club             | -          |
| Philippe Durieu        |             | Milieu    | -              | Formé au club             | -          |
| Pierre Morice          |             | Milieu    | Transfert      | Niort                     | Division 2 |
| Serge Recordier        |             | Milieu    | Transfert      | Beauvais                  | Division 2 |
| Etienne Mendy          |             | Attaquant | Transfert      | Beauvais                  | Division 2 |
| Jean-Marc Authié       |             | Attaquant | -              | Formé au club             | -          |
| Départs                |             |           |                |                           |            |
| Mustapha El Haddaoui   |             | Milieu    | Transfert      | OGC Nice                  | Division 1 |
| Jean-Pierre François   |             | Attaquant | Transfert      | FC Bâle                   | Division 1 |
| Lionel David           |             | Défenseur | Transfert      | Clermont FC               | Division 2 |
| Christian Dafreville   |             | Défenseur | Transfert      | Saint-Pierre (La Réunion) | D1R        |
| Georgi Dimitrov        |             | Défenseur | Transfert      | CSKA Sofia                | Division 1 |
| Patrice Ferri          |             | Milieu    | Transfert      | Strasbourg                | Division 1 |
| Gilles Peycelon        |             | Milieu    | Transfert      | Niort                     | Division 2 |
| Robert Jacques         |             | Milieu    | Arrêt carrière | -                         | -          |
| Hervé Musquère         |             | Milieu    | Prêt           | Beauvais                  | Division 2 |

Jean-Pascal Beaufreton  est arrivé à l'ASSE lors de l'intersaison 1987-1988, mais il n'avait joué qu'avec la réserve la saison passée. Quant à Pierre Morice, il est arrivé simplement en octobre depuis Niort.

### Championnat

#### Matchs allers
| Date       | N o | Adversaire               | Lieu | Résultat | Buteurs pour Saint-Étienne | Points | Classement |
| ---------- | --- | ------------------------ | ---- | -------- | -------------------------- | ------ | ---------- |
| 16/07/1988 | J01 | OGC Nice                 | Ext. | 1 - 0    | -                          | 0      | 16         |
| 23/07/1988 | J02 | RC Strasbourg            | Dom. | 0 – 0    | -                          | 1      | 14         |
| 27/07/1988 | J03 | Matra Racing             | Ext. | 3 - 1    | Haon 83e                   | 1      | 18         |
| 30/07/1988 | J04 | RC Lens                  | Dom. | 2 - 4    | Garande 17e, Fournier 49e  | 1      | 19         |
| 06/08/1988 | J05 | Stade lavallois          | Ext. | 1 – 1    | Mendy 85e                  | 2      | 19         |
| 12/08/1988 | J06 | Olympique de Marseille   | Dom. | 0 – 0    | -                          | 3      | 19         |
| 17/08/1988 | J07 | FC Girondins de Bordeaux | Ext. | 5 – 0    | -                          | 3      | 19         |
| 20/08/1988 | J08 | AS Monaco                | Dom. | 0 - 1    | -                          | 3      | 19         |
| 27/08/1988 | J09 | FC Nantes                | Ext. | 1 – 1    | Garande 58e (pen.)         | 4      | 19         |
| 03/09/1988 | J10 | FC Metz                  | Dom. | 0 - 1    | -                          | 4      | 20         |
| 09/09/1988 | J11 | AS Cannes                | Ext. | 1 - 0    | -                          | 4      | 20         |
| 17/09/1988 | J12 | SM Caen                  | Dom. | 1 – 1    | Mendy 4e                   | 5      | 20         |
| 21/09/1988 | J13 | Paris SG                 | Ext. | 3 - 1    | Chaouch 90e                | 5      | 19         |
| 01/10/1988 | J14 | SC Toulon                | Dom. | 2 - 1    | Tibeuf 41e, Garande 80e    | 8      | 19         |
| 08/10/1988 | J15 | AJ Auxerre               | Ext. | 2 - 0    | -                          | 8      | 19         |
| 15/10/1988 | J16 | Lille                    | Dom. | 2 - 0    | Geiger 15e, Garande 43e    | 11     | 19         |
| 29/10/1988 | J17 | Toulouse FC              | Ext. | 3 - 1    | Garande 55e                | 11     | 19         |
| 05/11/1988 | J18 | FC Sochaux               | Dom. | 1 - 2    | Tibeuf 66e                 | 11     | 19         |
| 12/11/1988 | J19 | Montpellier PSC          | Ext. | 2 - 0    | -                          | 11     | 19         |

#### Matchs retours
| Date       | N o | Adversaire               | Lieu | Résultat | Buteurs pour Saint-Étienne                     | Points | Classement |
| ---------- | --- | ------------------------ | ---- | -------- | ---------------------------------------------- | ------ | ---------- |
| 26/11/1988 | J20 | RC Strasbourg            | Ext. | 0 - 1    | Geiger 68e                                     | 14     | 18         |
| 03/12/1988 | J21 | Matra Racing             | Dom. | 4 - 3    | Chaouch 17e 23e, Tibeuf 53e, Clavelloux E. 54e | 17     | 18         |
| 10/12/1988 | J22 | RC Lens                  | Ext. | 1 - 3    | Garande 58e (pen.) 69e, Morice 90e             | 20     | 18         |
| 14/12/1988 | J23 | Stade lavallois          | Dom. | 1 - 0    | Garande 68e                                    | 23     | 16         |
| 17/12/1988 | J24 | Olympique de Marseille   | Ext. | 2 – 0    | -                                              | 23     | 16         |
| 04/02/1989 | J25 | FC Girondins de Bordeaux | Dom. | 1 - 0    | Courault 85e                                   | 26     | 16         |
| 11/02/1989 | J26 | AS Monaco                | Ext. | 2 – 2    | Tibeuf 3e, Battiston 17e (csc)                 | 27     | 15         |
| 18/02/1989 | J27 | FC Nantes                | Dom. | 1 – 1    | Fournier 71e                                   | 28     | 15         |
| 22/02/1989 | J28 | FC Metz                  | Ext. | 1 - 2    | Tibeuf 44e, Garande 67e                        | 31     | 15         |
| 11/03/1989 | J29 | AS Cannes                | Dom. | 1 - 0    | Haon 35e                                       | 34     | 15         |
| 18/03/1989 | J30 | SM Caen                  | Ext. | 2 - 3    | Tibeuf 51e 52e 65e                             | 37     | 15         |
| 25/03/1989 | J31 | Paris SG                 | Dom. | 0 – 0    | -                                              | 38     | 15         |
| 01/04/1989 | J32 | SC Toulon                | Ext. | 0 – 0    | -                                              | 39     | 15         |
| 12/04/1989 | J33 | AJ Auxerre               | Dom. | 1 – 1    | Tibeuf 12e                                     | 40     | 15         |
| 22/04/1989 | J34 | Lille                    | Ext. | 2 - 2    | Chaouch 20e, Fournier 37e                      | 41     | 15         |
| 06/05/1989 | J35 | Toulouse FC              | Dom. | 3 - 2    | Morice 39e, Chaouch 63e, Mendy 86e             | 44     | 15         |
| 13/05/1989 | J36 | FC Sochaux               | Ext. | 1 - 0    | -                                              | 44     | 15         |
| 20/05/1989 | J37 | Montpellier PSC          | Dom. | 1 - 0    | Tibeuf 85e                                     | 47     | 14         |
| 31/05/1989 | J38 | OGC Nice                 | Dom. | 0 – 0    | -                                              | 48     | 14         |

### Classement final
En cas d'égalité entre deux clubs, le premier critère de départage est la différence de buts.
| Rang | Équipe                   | Pts | J  | G  | N  | P  | Bp | Bc | Diff |
| ---- | ------------------------ | --- | -- | -- | -- | -- | -- | -- | ---- |
| 1    | Olympique de Marseille C | 73  | 38 | 20 | 13 | 5  | 56 | 35 | +21  |
| 2    | Paris SG                 | 70  | 38 | 19 | 13 | 6  | 45 | 26 | +19  |
| 3    | AS Monaco T              | 68  | 38 | 18 | 14 | 6  | 62 | 38 | +24  |
| 4    | FC Sochaux P             | 68  | 38 | 19 | 11 | 8  | 50 | 28 | +22  |
| 5    | AJ Auxerre               | 63  | 38 | 18 | 9  | 11 | 41 | 32 | +9   |
| 6    | OGC Nice                 | 57  | 38 | 16 | 9  | 13 | 45 | 40 | +5   |
| 7    | FC Nantes                | 57  | 38 | 15 | 12 | 11 | 41 | 40 | +1   |
| 8    | Lille OSC                | 56  | 38 | 15 | 11 | 12 | 50 | 38 | +12  |
| 9    | Montpellier PSC          | 52  | 38 | 14 | 10 | 14 | 51 | 53 | -2   |
| 10   | Toulouse FC              | 51  | 38 | 12 | 15 | 11 | 44 | 46 | -2   |
| 11   | SC Toulon                | 50  | 38 | 12 | 14 | 12 | 30 | 29 | +1   |
| 12   | AS Cannes                | 50  | 38 | 14 | 8  | 16 | 45 | 47 | -2   |
| 13   | Girondins de Bordeaux    | 49  | 38 | 12 | 13 | 13 | 54 | 46 | +8   |
| 14   | AS Saint-Étienne         | 48  | 38 | 12 | 12 | 14 | 39 | 50 | -11  |
| 15   | FC Metz                  | 47  | 38 | 12 | 11 | 15 | 47 | 49 | -2   |
| 16   | SM Caen P                | 40  | 38 | 10 | 10 | 18 | 39 | 60 | -21  |
| 17   | Matra Racing             | 39  | 38 | 10 | 9  | 19 | 49 | 56 | -7   |
| 18   | RC Strasbourg P          | 39  | 38 | 10 | 9  | 19 | 47 | 59 | -12  |
| 19   | Stade lavallois          | 35  | 38 | 8  | 11 | 19 | 33 | 55 | -22  |
| 20   | RC Lens                  | 17  | 38 | 3  | 8  | 27 | 32 | 73 | -41  |

Victoire à 3 points
Qualifications européennes
Coupe des clubs champions européens
- 1er : 1er tour (1/16 de finale)

Coupe d'Europe des vainqueurs de coupe
- Finaliste[3] de la Coupe de France : 1er tour (1/16 de finale)

Coupe UEFA
- 2e et 4e : 1er tour (1/32 de finale)
- 5e : tour préliminaire

Relégation
- 18e : barrage de relégation en Division 2
- 19e et 20e : relégation en Division 2

Abréviations
T : Tenant du titre

C : Vainqueur de la Coupe de France 1988-89

P : Promus de Division 2
- Les vainqueurs des deux groupes de D2, l'Olympique lyonnais et le FC Mulhouse, obtiennent la montée directe en D1. Les deux deuxièmes et troisièmes des groupes s'affrontent et c'est le Brest Armorique FC qui gagne le droit de défier le 18e de D1, le RC Strasbourg, pour obtenir la troisième place en D1. C'est finalement le Brest Armorique FC qui remporte ce barrage (3-2 sur les deux matchs) et obtient la montée en D1 alors que Strasbourg est relégué.

### Coupe de France
| Date       | N o           | Adversaire | Lieu                       | Résultat   | Buteurs pour Saint-Étienne | Suite    |
| ---------- | ------------- | ---------- | -------------------------- | ---------- | -------------------------- | -------- |
| 21/02/1989 | 32e de finale | OGC Nice   | Stade des Costières, Nîmes | 1 - 0 (ap) | -                          | Éliminés |

### Statistiques

#### Équipe-type
| \| Beaufreton Primard Haon Gros Sivebæk (E.Clavelloux) Geiger Fournier (Courault) Chaouch Morice Garande Tibeuf (Mendy) \| Équipe-type de la saison 1988-1989 |
| Beaufreton Primard Haon Gros Sivebæk (E.Clavelloux) Geiger Fournier (Courault) Chaouch Morice Garande Tibeuf (Mendy)                                          |

#### Buteurs
| Place | Nom              | Division 1 | Coupe de France | TOTAL des BUTS |
| 1     | Philippe Tibeuf  | 10 buts    | -               | 10 buts        |
| 2     | Patrice Garande  | 9 buts     | -               | 9 buts         |
| 3     | Mohammed Chaouch | 5 buts     | -               | 5 buts         |
| 4     | Etienne Mendy    | 3 buts     | -               | 3 buts         |
| 4     | Laurent Fournier | 3 buts     | -               | 3 buts         |
| 6     | Pierre Haon      | 2 buts     | -               | 2 buts         |
| 6     | Alain Geiger     | 2 buts     | -               | 2 buts         |
| 6     | Pierre Morice    | 2 buts     | -               | 2 buts         |
| 9     | Eric Clavelloux  | 1 but      | -               | 1 but          |
| 9     | Thierry Courault | 1 but      | -               | 1 but          |
| #     | contre son camp  | 1 but      | -               | 1 but          |
| Total | 10 buteurs       | 39 buts    | -               | 39 buts        |

Date de mise à jour : le 24 février 2016.

#### Statistiques cartons jaunes
| Place | Nom                   | Division 1 | Coupe de France | TOTAL des CARTONS |
| 1     | Laurent Fournier      | 7 cartons  | -               | 7 cartons         |
| 2     | Pierre Haon           | 5 cartons  | -               | 5 cartons         |
| 3     | Thierry Courault      | 4 cartons  | -               | 4 cartons         |
| 4     | Pascal Françoise      | 3 cartons  | -               | 3 cartons         |
| 4     | Mohammed Chaouch      | 3 cartons  | -               | 3 cartons         |
| 4     | John Sivebæk          | 3 cartons  | -               | 3 cartons         |
| 7     | Jean-Philippe Primard | 3 cartons  | -               | 2 cartons         |
| 7     | Thierry Gros          | 2 cartons  | -               | 2 cartons         |
| 7     | Patrice Garande       | 2 cartons  | -               | 2 cartons         |
| 7     | Pierre Morice         | 2 cartons  | -               | 2 cartons         |
| 7     | Alain Geiger          | 2 cartons  | -               | 2 cartons         |
| 12    | Philippe Tibeuf       | 1 carton   | -               | 1 carton          |
| Total | 12 joueurs            | 36 cartons | -               | 36 cartons        |

Date de mise à jour : le 2 mars 2016.

#### Affluences
245 944 spectateurs ont assisté à une rencontre au stade cette saison, soit une moyenne de 12 944 par match.
19 rencontres ont eu lieu à Geoffroy-Guichard durant la saison.
Affluence de l'AS Saint-Étienne à domicile

### Équipe de France
Aucun joueur sélectionné en Équipe de France A cette année.